# 兰博基尼Murciélago

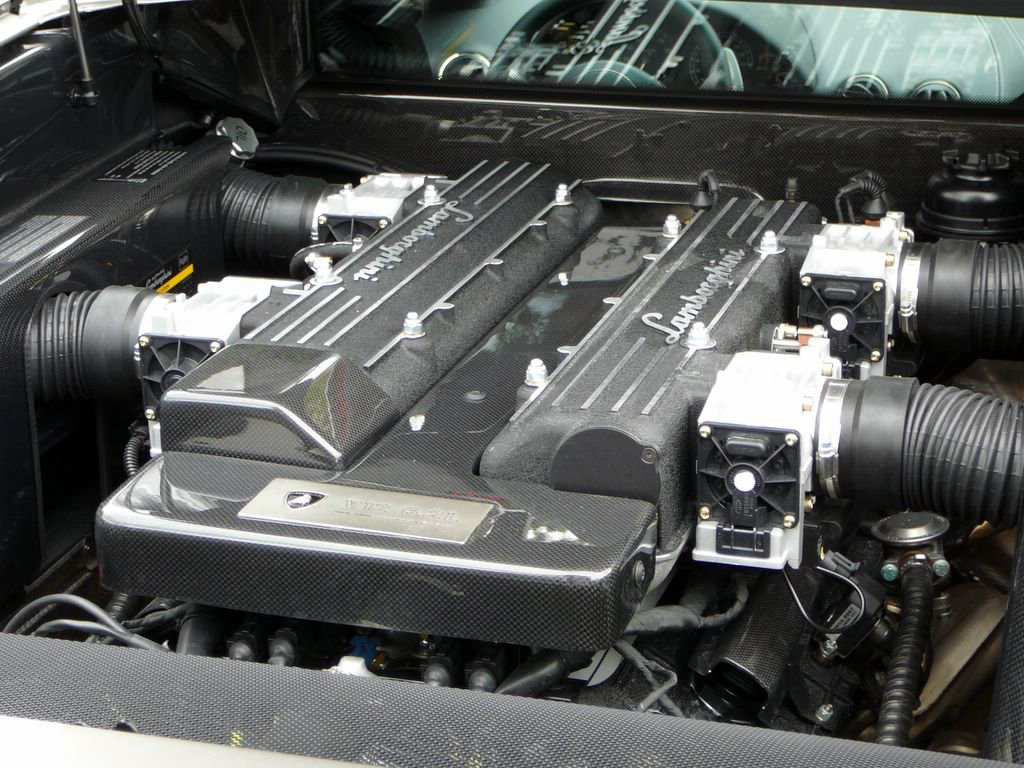
V12發動機

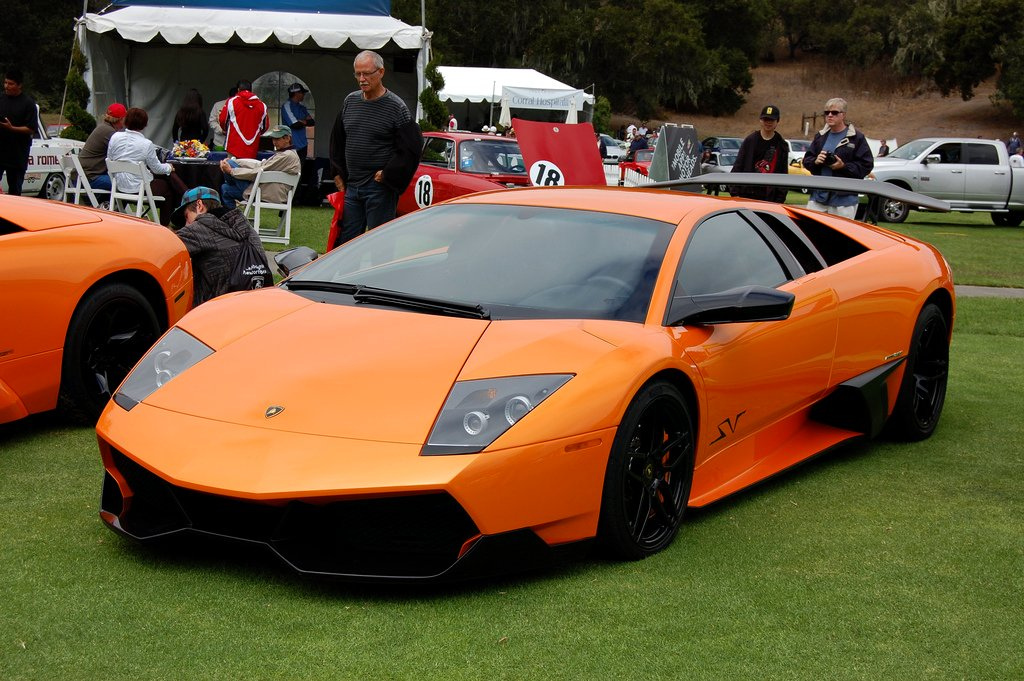
Murcielago LP670-4 SV（2009年-2010年）

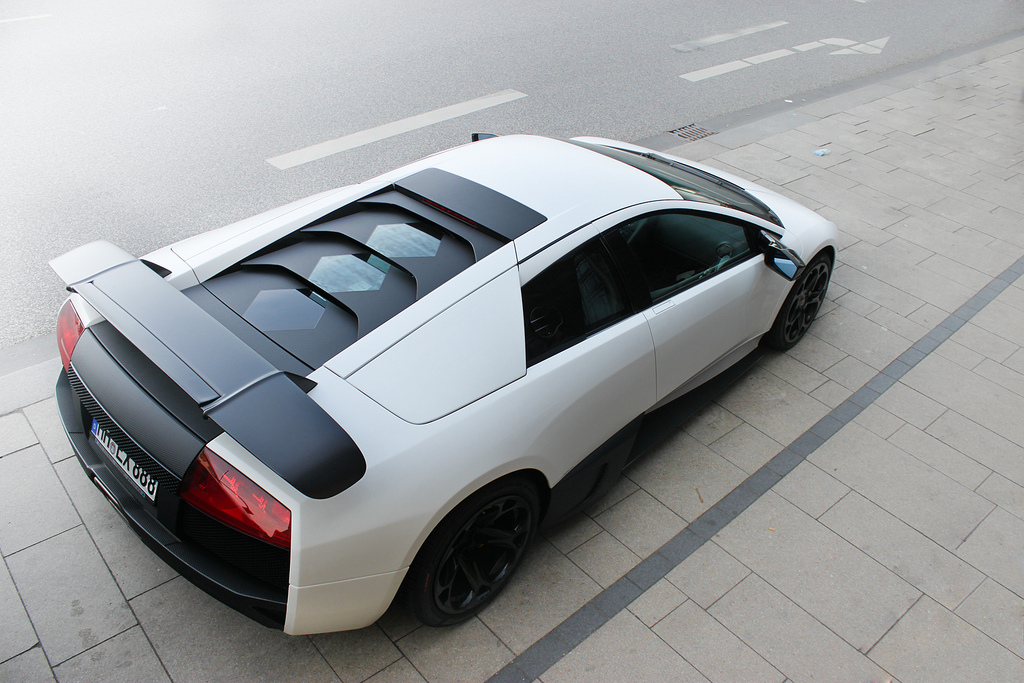
Murcielago LP670-4 SV的尾翼和引擎蓋設計

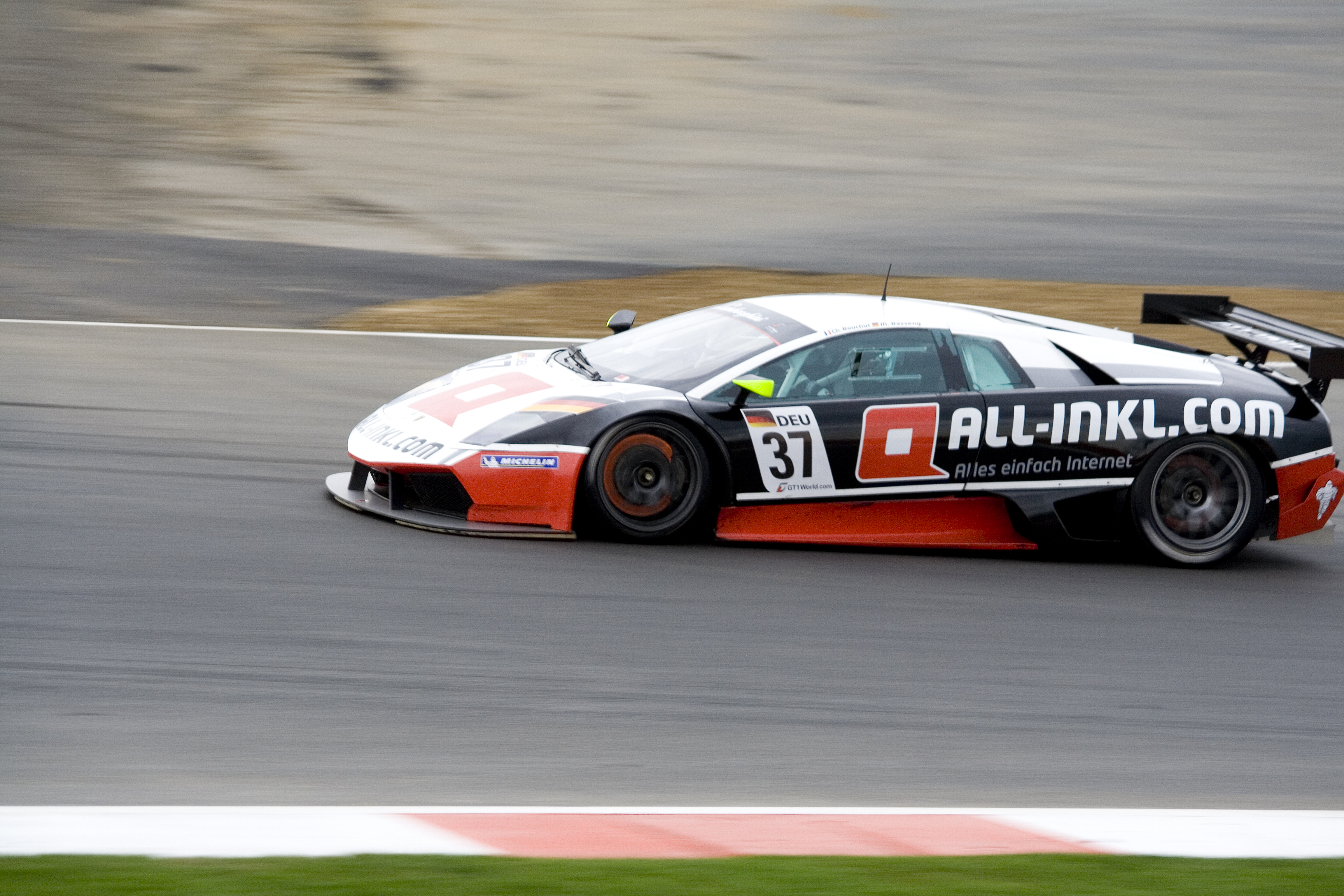
賽道上的Murciélago LP670 R-SV

兰博基尼Murciélago是一款由意大利汽车制造商兰博基尼于2001年至2010年间生产的超级跑车。作为鬼怪的继任者和兰博基尼旗舰的V12车型，Murciélago于2001年首次以轿跑车形式亮相。这款车首次在2002年款的北美上市。Murciélago是兰博基尼11年来的首个全新设计，也是该品牌在德国母公司奥迪（由大众汽车拥有）旗下的首款新车型。这款车的设计师是比利时裔秘鲁人Luc Donckerwolke，他曾是兰博基尼的设计总监，任职于1998年至2005年.
2003年推出了敞篷车版本，随后推出了更强大且更新的LP 640轿跑车和敞篷车，以及限量版LP 650-4敞篷车。最后一款搭载Murciélago名称的车型是LP 670-4 SuperVeloce，搭载了原始兰博基尼V12发动机的最大和最终进化版。Murciélago的生产于2010年11月5日结束，总生产量为4,099辆。其继任者Avendator于2011年日内瓦车展上亮相。

## 起源
随着兰博基尼在1998年被奥迪收购，同时成为大众集团的新子品牌，为了丰富自己的产品线，大众集团积极宣传兰博基尼。惟当时兰博基尼的旗舰车型兰博基尼Diablo上市已经8年，而且由義大利名設計公司Bertone設計的新一代車型造型太過兇猛，且不符合大众集团的要求，于是改由奥迪的设计师重新設計，采用兰博基尼的传统结构及发动机，结合大众集团出色的车辆一体化设计经验，兰博基尼新一代旗舰车型Murciélago在2001年的法兰克福车展上亮相，立即引来了世人的关注。

## 设计
Murciélago采用了许多兰博基尼经典的设计元素，以展现家族特征，包括中置纵列V12引擎、前脸流畅而棱角分明的构型、宽大的进气口、一气呵成延伸至车尾的线条等，左右上方的引擎進氣口高速時可電動上升，以强化空气动力。
2006年，Murcielago进行第一次改款，引擎排量由6.2升提升到6.5升，改款后的Murcielago可输出640匹馬力，外观小幅修改。操控方面依旧采用全时四轮驱动，采用全新设计的E-Gear六档電子控制自動手排变速箱。
2009年-2010年间，兰博基尼限量生产了350部高性能车型“LP 670-4 SV”，搭载6.5升自然吸气V12引擎，可输出670匹马力。

## 性能
- 百公里加速:4秒（2001年-2006年款式）/3.4秒（LP 640款式）/3.2秒（LP 670-4 SV款式）
- 最高速度：340KM/H（LP 640款式）
- 最大功率：640PS/7500Rpm(LP 640款式)
- 峰值扭矩：650N·m/5400Rpm
- 排放标准：欧IV

## 轶事
- 在大中华地区，该车也有着“兰博基尼蝙蝠”的中文名，虽然Murciélago这个词在西班牙语中确实是蝙蝠的意思，但是兰博基尼的每一款车的名字都与斗牛有关，Murciélago也不例外。
- Murciélago虽然有着很强的性能，但是很多人质疑为什么它不参加国际上的重大赛事，其实这是奥迪公司的安排，例如奥迪R8在国际赛场上可谓叱咤风云，而R8正是奥迪在接手兰博基尼之后开发的一款超级跑车，为了优化资源，在国际上使用奥迪品牌的车辆参加比赛也是一种营销策略，这也可以解释为什么同属大众集团旗下的布加迪品牌也没有参加国际赛事。
- 台湾機師林修帆在2013年底開著剛進口且未掛牌的Murcielago在台中遭查扣，虽然經行政訴訟2年多，但在2016年12月14日还是慘遭銷毀，成了價值"高達8000元新臺幣"的廢鐵。

## 后续开发
2009年，兰博基尼公布了Murciélago在生命周期最后几年的一款重磅车型：LP670-4 SV，重启了SV这一代表着兰博基尼高性能车型的经典命名。
LP670在LP640的基础上大量使用轻量化的碳纤维材料，使车重得以减轻，另外对发动机的重新调校使其最大功率增加了30马力，也意味着Murciélago退出历史舞台，最後一批Murciélago於2010年11月出廠，计4099部。
2011年3月1日，Murciélago的後繼車型Aventador发售至今。